# Порошино (Киров)
Порошино — село в составе муниципального образования «Город Киров» Кировской области России. Административно подчинено Первомайскому району города Кирова.

## География
Село находится в центральной части Кировской области, в подзоне южной тайги, в пределах правобережной части долины реки Вятки, к югу от автотрассы 33Н-380, на расстоянии приблизительно 4 километров (по прямой) к востоку от Кирова. Абсолютная высота — 140 метров над уровнем моря.
Климат
Климат характеризуется как умеренно-континентальный с ярко выраженными временами года. Среднегодовая температура — 1,6 °C. Средняя температура воздуха самого холодного месяца (января) составляет −14,4 °C (абсолютный минимум — −50 °С); самого тёплого месяца (июля) — 17,9 °C. Безморозный период длится в течение 99—123 дней. Годовое количество атмосферных осадков — 582 мм, из которых около 415 мм выпадает в период с апреля по октябрь.

## Население
В 1873 году проживало 94 человек, в 1891 году население составляло 146 человек.
| 2010 |
| ---- |
| 1167 |

Половой состав
По данным Всероссийской переписи населения 2010 года в гендерной структуре населения мужчины составляли 46,6 %, женщины — соответственно 53,4 %.
Национальный состав
Согласно результатам переписи 2002 года, в национальной структуре населения русские составляли 96 % из 1140 чел.